# Les Jeunes Titans
Pour les articles homonymes, voir Titan.
Les Jeunes Titans, aussi connus en tant que Teen Titans, The New Teen Titans, The New Titans, et The Titans, est une équipe de super-héros de comics publiée par DC Comics. Comme le nom de l’équipe le suggère, ses membres sont habituellement des adolescents. Beaucoup de ces adolescents ont été des acolytes des super-héros principaux de DC, notamment dans La ligue de justice d'Amérique. Début 2014, DC Comics annonce le lancement d'un nouveau magazine Teen Titans pour juillet 2014. Il existe également un dessin animé nommé Teen Titans Go! qui met en scène les cinq super-héros Robin, Changelin,Cyborg, Raven et Starfire dans des histoires incroyables.  

## Histoire

### Premier volume
Les Jeunes Titans apparaissent initialement dans le 54e numéro de The Brave and the Bold en juillet 1964. Ils forment une sorte de Ligue de justice d'Amérique junior composée de Robin, Kid Flash, et Aqualad, opérant en équipe à l'instar de leurs mentors (respectivement, Batman, Flash, et Aquaman). Ils furent bientôt rejoints par Wonder Girl, dont l’existence en tant que version adolescente de Wonder Woman avait auparavant été établie ; cependant, ce personnage était nouveau et distinct du personnage adulte, et le lien entre elles ne fut pas immédiatement expliqué (le mystère des origines de Wonder Girl poursuivra la série avant d’être finalement résolu une fois pour toutes dans DC Present : The Return of Donna Troy (2004)). 
Les Teen Titans étaient assez populaires pour mériter leur propre série, dont le numéro 1 est daté de février 1966. Les premiers numéros furent remarqués pour les dessins de Nick Cardy. Le pupille de Green Arrow, Speedy, les rejoint naturellement ; cela fut plus tard revu pour en faire un membre fondateur bien qu’on ne le voit pas dans plusieurs épisodes. La série introduisit par la suite de tout nouveaux héros adolescents, principalement Lilith et Hawk et Dove. Le ton de la série a souvent hésité entre l'exubérance des années 1960 et sa face obscure illustrée par la Guerre du Viêt Nam et les protestations qui s'ensuivirent. Dans une histoire mémorable commençant au no 25 (février 1970), les Titans durent faire face à la mort accidentelle d’un activiste pacifiste, ce qui les amena à reconsidérer leurs actions et leurs buts, et conduisit au départ temporaire de Robin de l'équipe. Le thème des adolescents apprenant à assumer les responsabilités des adultes fut récurrent dans la série.
La popularité de la série faiblit dans les années 1970, et elle s’arrêta au no 43 (février 1973)[réf. nécessaire].

### Reprise en 1976
La série fut reprise à partir du numéro 44 (novembre 1976) mais eut du mal à trouver une direction, de nombreuses histoires se succédant rapidement. Parmi celles-ci, on peut citer celle concernant la mystérieuse Fille du Joker, ainsi que la formation des Teen Titans West, équipe composée d’autres jeunes héros adolescents comme Bat-Girl (Betty Kane) et Golden Eagle. La reprise fut éphémère, et la série fut annulée au n° 53 (février 1978).

### The New Teen Titans(1980–1996)
Les Titans furent à nouveau repris dans les années 1980. Annoncé dans DC Comics Presents no 26 (octobre 1980), le premier volume des New Teen Titans (novembre 1980) introduisit une équipe de nouveaux Titans, légitimée par la présence des anciens membres Robin, Wonder Girl, et Kid Flash. L'équipe était complétée par Changelin (l’ancien Beast Boy, membre de la Doom Patrol), et par de tout nouveaux héros : l’homme-robot Cyborg, l’extra-terrestre Starfire, et la sombre empathique Raven. Raven forma le groupe pour combattre Trigon, son père démoniaque, et l’équipe restera par la suite unie. Créé par le scénariste Marv Wolfman et le dessinateur George Pérez, le titre a été considéré comme la réponse de DC aux très populaires X-Men de Marvel Comics, les deux séries mettant en scène un groupe de jeunes adultes d’origines diverses dont les conflits internes étaient aussi important que leurs combats contre les vilains. Ces deux séries contribuèrent considérablement à orienter les comics grands publics vers des histoires basées sur les personnages. Le titre utilisa aussi de longues intrigues et plongea les personnages dans des batailles galactiques et autres conflits inter-dimensionnels. De la même façon que X-Men avec John Byrne, The New Teen Titans fit de Pérez une star des comics. Les deux équipes firent d'ailleurs l'objet d'un cross-over, The Uncanny X-Men and The New Teen Titans (en) en 1982.
Dans cette série les motivations des vilains pouvaient être complexes, comme dans le cas de Deathstroke, un mercenaire qui accepta un contrat sur les Titans pour remplir la mission que son fils n’avait pas pu terminer. Cela mena à l’une des aventures les plus complexes des Titans, dans laquelle une psychopathe baptisée Terra infiltra les Titans dans le but de les détruire. Pendant cette histoire le premier Robin, Dick Grayson adopta l’identité de Nightwing. Le Monitor (en), qui allait jouer un rôle important dans la saga Crisis on Infinite Earths, apparaissait régulièrement dans la série comme personnage secondaire.
En 1982 paru une mini-série de quatre parties par Wolfman et Perez, Tales of the New Teen Titans, qui détaillait le passé de Cyborg, Raven, Starfire, et Changelin (avec notamment l'apparition de Blackfire, la sœur de Starfire). Parmi les autres histoires remarquables : A Day in the Life..., qui décrit la vie personnelle de l’équipe sur un jour, Who is Donna Troy? dans laquelle Robin enquête sur la véritable identité de Wonder Girl (n° 38), et We are Gathered Here Today..., l’histoire du mariage de Wonder Girl (n° 50 qui, fait rare pour un mariage super-héroïque, ne donne pas lieu à un combat). La série connut des problèmes de numérotation quand DC transféra certains des titres les plus populaires des kiosques à journaux au marché direct (les comic-shop) en 1984. The New Teen Titans devint Tales of the Teen Titans pour un an (à ne pas confondre avec la mini-série Tales of the New Teen Titans), tandis qu’une nouvelle série baptisée The New Teen Titans était lancée avec un nouveau no 1. Le premier titre commença à réimprimer les histoires du second pour les kiosques un an plus tard et dura jusqu’au n° 91, mais les nouvelles histoires se trouvaient dans le titre du marché direct. 
Le premier épisode de la nouvelle série du marché direct causa une certaine controverse, Dick Grayson et Starfire y apparaissant au lit ensemble, alors même qu'il était établi depuis quelque temps qu'ils formaient un couple. Pérez quitta la série après le n° 5 de la seconde série, qui sembla tourner en rond. Wolfman reconnut plus tard avoir souffert à cette époque du syndrome de la page blanche, et d’autres scénaristes le remplacèrent de temps en temps. José Luis Garcia Lopez prit la suite de Pérez, et Eduardo Barreto fit un long passage. Puis Pérez revint avec le n° 50 (La série étant encore renommée, cette fois en The New Titans, les personnages n'étant effectivement plus des adolescents) pour raconter une nouvelle version des origines de Wonder Girl (le lien auparavant établi avec Wonder Woman ayant été annulé à la suite des révisions entraînées par Crisis on Infinite Earths), ayant pour conséquence de la rebaptiser Troia. Pérez quitta à nouveau le titre au n° 61. Après cela, la série introduisit de nouveaux personnages, et en changea radicalement d’autres. Le groupe qui apparaît dans le dernier épisode, le no 130 (février 1996), n’avait plus beaucoup de points communs avec celui des origines.

### Team Titans et Titans (1999)
Les Team Titans étaient un groupe de Titans ne possédant aucun lien avec les précédentes séries. La série a duré pendant 24 numéros entre 1992 et 1994. Le scénario était principalement sur Lord Chaos, qui était le fils de Donna Troy et de Robert Long, il était un dictateur dans le futur. La majorité des Team Titans provenait du futur et ils voulaient empêcher la naissance de ce dictateur en tuant Donna Troy. Mais l'histoire Zero Hour a effacé de la continuité la plupart des personnages de cette série. Un groupe sans lien avec les précédents apparut dans sa propre série plus tard dans l’année avec un nouveau premier numéro (octobre 1996). L'équipe était menée par Atom, devenu un adolescent à la suite des évènements de Zero Hour. La série s’arrêta au numéro 24 (septembre 1998). La totalité des épisodes a été écrite par Dan Jurgens.
En 1999, l’équipe fut reformée dans une mini-série de trois épisodes, JLA/Titans, mettant en scène à peu près tous les personnages ayant été des Titans. Cela mena au premier numéro The Titans (mars 1999), écrit par Devin K. Grayson. Cette incarnation de l’équipe se composait d’un mélange d’anciens Titans de toutes les époques : Nightwing, Troia, Arsenal, Tempest, et Flash (de l’équipe originelle), Starfire, Cyborg, et Damage (des New Teen Titans ), et Argent (de la série de 1996). Cette série dura jusqu’au 50e numéro (2002).
Elle fut suivie du crossover Titans/Young Justice: Graduation Day, qui mena à la nouvelle série Teen Titans, et prépara le terrain pour la nouvelle série Outsiders.
- Apparitions notables (les titres suivis d'un * ont été traduits en français, même partiellement) :
  - JLA/Titans: The Technis Imperative, n° 1-3 *
  - The Titans, n° 1-50
  - Titans Secret Files, n° 1 & 2 *
  - Titans/Legion (of Super Heroes): Universe Ablaze, n° 1-4
  - Titans/Young Justice: Graduation Day, n° 1-3 *

### Teen Titans(vol.3, 2003-2011)
En 2003, le scénariste Geoff Johns lance une nouvelle série Teen Titans, mettant à nouveau en scène un mélange d'anciens et de nouveaux membres. Le but de cette version de l'équipe est de recréer l'esprit des histoires des New Teen Titans de Marv Wolfman. Cyborg, Starfire et Beast Boy réintègrent l'équipe, cette fois comme membres vétérans, tandis que Robin, Superboy, Wonder Girl et Kid Flash (qui, en tant qu'Impulse, fit brièvement partie des New Titans avant l'annulation de la série) sont décrits comme les débutants, inversant la dynamique des précédentes séries. Ces derniers personnages sont issus de l'équipe de jeunes Young Justice. Raven rejoint l'équipe dans les premiers épisodes. Son âme habitant un nouveau corps, elle doit réapprendre à utiliser ses pouvoirs, ce qui la place dans une situation intermédiaire entre les vétérans et les débutants. De la même manière pour faire revivre l'esprit des comics de Marv Wolfman et Georges Perez, Deathstroke, redevient un méchant, alors qu'il était depuis les années 90 utilisé comme un anti-héros.
Cette nouvelle série voit aussi une relocalisation de l'équipe de l'est des États-Unis à la côte ouest. Le quartier général de cette nouvelle équipe est situé à San Francisco au lieu de New York traditionnellement. Durant Infinite Crisis, l'équipe a connu plusieurs pertes au niveau de leurs membres. Par la suite l'équipe est devenue instable avec l'absence de Robin, Cyborg, Superboy et de Kid Flash. À un point que pendant une année complète l'équipe a connu 24 membres différents, dont la plupart n'est restée que quelques semaines, voire quelques mois. Après un an d'absence, Robin retourne à la Tour des Titans et reforme l'équipe avec Rose Wilson (Ravager) et Kid Devil. 

### Teen Titans(vol. 4, 2011-2014)
En septembre 2011, DC Comics relance toutes ses séries et une nouvelle version des Teen Titans voit le jour. L'équipe comprend Red Robin, Kid Flash, Superboy, Wonder Girl, Solstice, et deux nouveaux venus : Skitter  et Bunker. Le scénario est assuré par Scott Lobdell et le dessin par Brett Booth. La série est annulée en avril 2014.

### Teen Titans(vol. 5, 2014-2016)
En septembre 2014, une nouvelle série des Teen Titans voit le jour. Le scénario est assuré par Will Pfeifer et le dessin par Kenneth Rocafort. L'équipe comprend Red Robin, Wonder Girl, Beast Boy, Raven et Bunker. La série stoppe en septembre 2016 après 24 numéros, 2 annuals et un numéro spécial Futures End.

### Teen Titans(vol. 6, depuis 2016)
À la suite du DC Rebirth, l'éditeur DC Comics sort le one-shot Teen Titans: Rebirth en septembre 2016. Il est suivi par la nouvelle série Teen Titans avec Benjamin Percy au scénario et Jonboy Meyers au dessin. La nouvelle équipe est composée de Robin (Damian Wayne), Kid Flash (Wally West), Starfire, Raven et Beast Boy. Ils seront rejoints plus tard par Aqualad (Jackson Hyde).

## Publications françaises

### Série 1
La première série a été publiée par Aredit en noir et blanc format poche dans les années 70 de façon discontinue et aléatoire. 

### Série 2:The New Teen Titans
Une première édition sort dans les éditions kiosque d'Arédit / Artima dans les années 1980 sous le titre Les Jeunes Titans. Neuf volumes sortent dans la collection « Artima Color DC Super Star » entre mai 1982 et novembre 1984. La série reprend en mars 1985 dans une nouvelle collection : « Arédit DC en couleurs ». Elle dure 26 numéros jusqu'en octobre 1987.
La première édition reliée est proposée par Panini Comics en 2006 dans sa collection « Archives DC » sous le simple titre Teen Titans. Elle stoppe après seulement 2 tomes.
En 2019, Urban Comics propose l'intégralité de la série en 4 volumes dans sa collection « DC Essentiels » sous le titre The New Teen Titans :
- Tome 1, contient DC Comics Presents no 26 + New Teen Titans no 1 à 16, août 2019,  (ISBN 978-2-365-77400-0)
- Tome 2, contient New Teen Titans no 17 à 27 + Annual no 1 + Tales of the New Teen Titans no 1-4, décembre 2019,  (ISBN 979-10-26818-34-2)
- Tome 3, contient New Teen Titans no 28-41, New Teen Titans Annual no 2, Batman and the Outsiders no 5, avril 2020  (ISBN 979-1-0268-1748-2)

### Série 3
La série est inédite dans les pays francophones, bien que quelques numéros spéciaux et one-shots sortent dans les éditions kiosque de Semic et de Panini.

### Séries 4 et 5
Les séries sont inédites dans les pays francophones.

### Série 6:Teen Titans Rebirth
Les 7 premiers numéros de la série sortent dans l'édition kiosque d'Urban : Récit complet Batman no 3 en 2017. En 2019, l'éditeur propose l'intégralité de la série en 3 tomes. La série ayant plusieurs crossovers, certains chapitres sortent dans des volumes d'autres séries.
- Tome 1 : Damian, le petit génie (Damian Knows Best), contient Teen Titans: Rebirth no 1 et Teen Titans no 1-5, août 2019  (ISBN 979-1-0268-1784-0)
- Tome 2 : Le sang de Manta (The Rise of Aqualad), contient Teen Titans no 6-7, 9-11, 13-14, janvier 2020  (ISBN 979-1-0268-1808-3)

Crossovers :
- DC Univers Rebirth : Deathstroke (The Lazarus Contract), contient Teen Titans no 8, mai 2019  (ISBN 979-1-0268-1609-6)
- Batman Metal Tome 1, contient Teen Titans no 12, mai 2018  (ISBN 979-10-26813-78-1)
- Super Sons, Tome 3 : Futur funeste (Super Sons of Tomorrow), contient Teen Titans no 15, février 2019  (ISBN 979-1-0268-1591-4)

## Adaptations

### Série

#### Teen Titans(1967)
La première apparition hors comics de l'équipe eut lieu dans plusieurs séquences de fin de la série des années 1960 The Superman/Aquaman Hour of Adventure, qui mettaient en scène Speedy, Kid Flash, Wonder Girl et Aqualad.

#### Teen Titans: Les Jeunes Titans(2003 - 2008)
En 2003, une série d'animation intitulée Teen Titans : Les Jeunes Titans est lancée, se basant en priorité sur l'ère Wolfman/Perez, avec des personnages légèrement plus jeunes et un style influencé par les codes des anime et les mangas. En France, la série est diffusée sur Cartoon Network et France 3 et au Québec, sur VRAK.TV. Les principaux personnages sont Robin, Starfire, Cyborg, Raven, et Beast Boy (Changelin dans la version française). Beaucoup d'autres personnages issus des comics apparaissent, comme Aqualad, Speedy, Deathstroke, et Terra. Certains personnages ont été créés pour la série, comme Más y Menos, Mumbo et Mother Mae-Eye.
Cette série compte cinq saisons. On note des thèmes conducteurs plus ou moins marqués pour chaque saison, ainsi la première saison s'attache particulièrement à la présentation des membres de l'équipe et à la confrontation entre le leader Robin et le vilain Deathstroke également nommé Slade. La deuxième saison s'attache au personnage de Terra. La troisième saison est plus centrée sur Cyborg et le nouveau vilain Brother Blood. La quatrième saison est consacrée à Raven. Enfin, la cinquième saison se concentre sur le travail en équipe des Titans face à une organisation de vilains.

#### La Ligue des justiciers: Nouvelle Génération(2010-en cours)
Si on ne peut pas à priori parler d'adaptation fidèle, on retrouve quand même la quasi majorité des Teen Titans dans la série : Robin, Kid Flash, Beast Boy ainsi que Wonder Girl. Après 46 épisodes produits sur deux saisons entre 2010 et 2013, la série est mis en hiatus. Une troisième saison de 26 épisodes verra le jour en 2019 sur le site de streaming en ligne de DC Comics sous le titre Young Justice : Outsiders.

#### Teen Titans Go!
Cette série série dérivée comique est sans rapport directe avec la première série de 2003, les protagonistes étant eux-mêmes au courant d’être des personnages d'animation et des parodies des versions de leur ancienne version. Les voix sans anciens acteurs sont toute reprises.

#### Titans(2018)
Une série en prise de vues réelles est diffusée depuis 2018 sur le site de streaming DC en ligne. Conçu au départ pour être diffusé en 2014 sur la chaîne TNT par le scénariste et producteur Akiva Goldsman, le projet mis en développement pendant deux ans a échoué mais est finalement repris en 2017 à l'initiative du producteur Greg Berlanti à la suite du succès du Arrowverse sur la chaîne The CW. Trois saisons sont sorties et une quatrième est en cours de diffusion.

### Film

#### DCAMU
Dans cet univers de films d'animations liés les uns aux autres, les Teen Titans apparaissent dans trois films. Les premiers membres de l'équipe sont Robin (Dick Grayson), Kid Flash, Bumblebee, Speedy et Beast Boy. Ils sont ensuite rejoint par Starfire.
Dans le film La Ligue des justiciers vs. les Teen Titans, l'équipe est dirigée par Starfire et est composée de Beast Boy, Blue Beetle (Jaime Reyes) et Raven. Ils intègrent ensuite le jeune Damian Wayne (le nouveau Robin).
Dans le film suivant (nommé Teen Titans: The Judas Contract), l'équipe est agrandie avec Terra et reçoit l'aide de Nightwing pour lutter contre Brother Blood. À la fin du film, Terra décède et est remplacée par Wonder Girl.
Dans Justice League Dark: Apokolips War, les Teen titans apparaissent au grand complet, nouveaux et anciens membres compris. Comme leurs aînés de la Ligue de Justice, ils sont presque tous massacrés par Darkseid et ses troupes [réf. nécessaire].